# ليونارد روي هارمون
ليونارد روي هارمون (بالإنجليزية: Leonard Roy Harmon)‏ هو بحار أمريكي، ولد في 21 يناير 1917 في كورو في الولايات المتحدة، وتوفي في 13 نوفمبر 1942 في جوادالكانال في جزر سليمان.